# Брод ет Сен Луј
Брод ет Сен Луј (фр. Braud-et-Saint-Louis) насеље је и општина у југозападној Француској у региону Аквитанија, у департману Жиронда која припада префектури Бле.
По подацима из 2011. године у општини је живело 1472 становника, а густина насељености је износила 29,89 становника/km². Општина се простире на површини од 49,24 km². Налази се на средњој надморској висини од 10 метара (максималној 29 m, а минималној 0 m).

## Демографија
| 1962. | 1968. | 1975. | 1982. | 1990. | 1999. | 2011. |
| ----- | ----- | ----- | ----- | ----- | ----- | ----- |
| 1.030 | 1.041 | 991   | 1.753 | 1.260 | 1.305 | 1.472 |

График промене броја становника у току последњих година